# Anthracophora vietnamica
Anthracophora vietnamica är en skalbaggsart som beskrevs av Sakai 1992. Anthracophora vietnamica ingår i släktet Anthracophora och familjen Cetoniidae. Inga underarter finns listade i Catalogue of Life.